# The Fall
The Fall fue un grupo inglés de rock liderado por Mark E. Smith, que suele ser encasillado dentro del movimiento post-punk. El grupo se formó en 1977 y ha editado una gran cantidad de álbumes de estudio y en vivo a lo largo de su carrera, en la que hubo muchos cambios en su formación.
El estilo de The Fall se destaca por las letras cínicas de Mark E. Smith y su sonido poco melódico con prominente uso de guitarras y teclados. A pesar de que dos de sus canciones entraron en las listas inglesas, el grupo es considerado mayormente un fenómeno de culto.
El grupo anuncia su disolución en enero de 2018, debido al fallecimiento del líder y vocalista.

## Historia
El grupo se formó en 1977, y su primera alineación estaba conformada por Mark E. Smith, Martin Bramah (guitarra), Tony Friel (bajo), Una Baines (teclados) y Karl Burns (batería). El nombre del grupo proviene del título de una novela de Albert Camus. El grupo grabó un EP titulado  Bingo-Master's Break-Out!, estuvo sin ser editado por un año debido a dificultades para conseguir un contrato con un sello discográfico, hasta que fue editado por el sello independiente Step Forward. En 1978, Baines y Friel (quien se fue a formar The Teardrops, junto a Steve Garvey, bajista de Buzzcocks) fueron reemplazados por Yvonne Pawlett y Marc Riley. Riley también tocaría la guitarra y teclados. Esta alineación grabó el primer álbum del grupo, Live at the Witch Trials, que fue editado en 1979.
Luego, Bramah se va de la banda, reuniéndose con Una Baines para formar Blue Orchids, que fue la banda musical de Nico a comienzos de los años 1980.

## Discografía

### Álbumes de estudio
El grupo realizó en total 31 álbumes de estudio. en el periodo del grupo que fue de 1976 a 2018. muchos de los álbumes de The Fall son considerados como material de culto en la actualidad a pesar de su amplio material discográfico del grupo. 
- 1979: "Live at the Witch Trials" (Step-Forward)
- 1979: "Dragnet" (Step-Forward)
- 1980: "Grotesque (After the Gramme)" (Rough Trade Records)
- 1982: "Hex Enduction Hour" (Kamera Records)
- 1982: "Room to Live" (Kamera Records)
- 1983: "Perverted by Language" (Rough Trade Records)
- 1984: "The Wonderful and Frightening World Of..." (Beggars Banquet Records)
- 1985: "This Nation's Saving Grace" (Beggars Banquet Records)
- 1986: "Bend Sinister" (Beggars Banquet Records)
- 1988: "The Frenz Experiment" (Beggars Banquet Records)
- 1988: "I Am Kurious Oranj" (Beggars Banquet Records)
- 1990: "Extricate" (Fontana Records)
- 1991: "Shift-Work" (Fontana Records)
- 1992: "Code: Selfish" (Fontana Records)
- 1993: "The Infotainment Scan" (Permanent Records, Matador Records)
- 1994: "Middle Class Revolt" (Permanent Records, Matador Records)
- 1995: "Cerebral Caustic" (Permanent Records)
- 1996: "The Light User Syndrome" (Jet Records)
- 1997: "Levitate" (Artful Records)
- 1999: "The Marshall Suite" (Artful Records)
- 2000: "The Unutterable" (Eagle Records)
- 2001: "Are You Are Missing Winner" (Cog Sinister, Voiceprint Records)
- 2003: "The Real New Fall LP (Formerly Country on the Click)" (Action Records, Narnack Records)
- 2005: "Fall Heads Roll" (Slogan Records, Narnack Records)
- 2007: "Reformation Post TLC" (Slogan Records, Narnack Records, Cherry Red Records)
- 2008: "Imperial Wax Solvent" (Sanctuary Records)
- 2010: "Your Future Our Clutter" (Domino Recording Company)
- 2011: "Ersatz GB" (Cherry Red Records)
- 2013: "Re-Mit" (Cherry Red Records)
- 2015: "Sub-Lingual Tablet" (Cherry Red Records)
- 2017: "New Facts Emerge" (Cherry Red Records)